# Дизелови мотриси БДЖ серия 22-00
Мотрисите са доставени от австрийската фабрика „Simmeringer“ – Wien през 1936 г. Серията се състои от три броя и са първите и единствени дизелови мотриси с електрическа предавка в БДЖ. Първоначалното им означение е Смот-е серия 02. От 1965 г. получават серия 22 (22-01 до 22-03).
Мотрисите са с едно общо пътническо отделение с обзавеждане III-та класа с 56 места, разположени по схемата 3+2. Първоначално са разпределени по една в депо София, Пловдив и Левски. Експлоатацията на мотрисите не е много успешна поради технически проблеми и неопитност на персонала по обслужването им. След около 20-годишна експлоатация са подменени дизеловите двигатели, а на 22-03 е подменена и предавателната система с механична. В края на 1968 г. всички мотриси са преустроени в самоходни лаборатории за нуждите на енергосекциите в страната: 22-01 – в Горна Оряховица, 22-02 – в Пловдив и 22-03 – в София, след което са бракувани.
| Експл. № при доставката | Експл. № (1965) | Бележки                                                |
| ----------------------- | --------------- | ------------------------------------------------------ |
| 02-01                   | 22-01           | Бракувана 1985 г.                                      |
| 02-02                   | 22-02           | Бракувана 1976 г.                                      |
| 02-03                   | 22-03           | Бракувана 1985 г. обявена за музейна унищожена 1996 г. |